# The Firm (1993)
The Firm is een thriller-dramafilm van regisseur Sydney Pollack uit 1993, gebaseerd op de gelijknamige roman van John Grisham.
De film werd genomineerd voor Oscars voor beste vrouwelijke bijrol (Holly Hunter) en beste originele filmmuziek. De muziek werd tevens genomineerd voor een Grammy Award en Hunter ook voor een BAFTA Award The Firm won daadwerkelijk de People's Choice Award voor favoriete dramafilm van het jaar.

## Verhaal
Mitch McDeere heeft zijn rechtenstudie cum laude afgerond aan Harvard en is daarom gewild bij de advocatenkantoren in New York. Hij accepteert niettemin een baan bij een kleiner advocatenkantoor in Memphis Tennessee. Dat kantoor Bendini, Lambert & Locke ('The Firm') verleidt hem met een hoog loon, een nieuwe auto en een huis met lage hypotheek. Alles lijkt goed te gaan, totdat hij erachter komt dat enkele collega's op verdachte wijze om het leven zijn gekomen en dat het geen tragische ongelukken waren, zoals de oudere advocaten van het kantoor beweren. Als de FBI hem vervolgens benadert en de keuze voorlegt mee te werken en vrijuit gaan of samen met andere advocaten veroordeeld worden zodra de FBI het lukt om in het kantoor te infiltreren, weet McDeere dat zijn gedroomde leven hoe dan ook voorbij is. Hij besluit daarop zijn eigen plan te trekken. 
In het filmscenario behoudt Mitch zijn integriteit, waar hij in het boek simpel toegeeft aan de druk van de FBI. Hij geeft zelfs zijn FBI-contactman op het eind een lesje in wetgeving. Hij vernietigt in zowel het boek als de film zijn advocatenkantoor en zijn louche opdrachtgevers. In de film redt hij echter de maffiosi van de Morolto-familie. In de film pleegt Abby overspel met Avery om aan de documenten te komen, in het boek neemt Tammy dat voor haar rekening.

## Rolverdeling
| Acteur             | Personage                  |
| ------------------ | -------------------------- |
| Tom Cruise         | Mitch McDeere              |
| Jeanne Tripplehorn | Abby McDeere               |
| Gene Hackman       | Avery Tolar                |
| Hal Holbrook       | Oliver Lambert             |
| Terry Kinney       | Lamar Quinn                |
| Wilford Brimley    | William Devasher           |
| Ed Harris          | Wayne Tarrance             |
| Holly Hunter       | Tammy Hemphill             |
| David Strathairn   | Ray McDeere, Mitch's broer |
| Gary Busey         | Eddie Lomax                |
| Steven Hill        | F. Denton Voyles           |
| Tobin Bell         | The Nordic Man             |
| Barbara Garrick    | Kay Quinn                  |
| Jerry Hardin       | Royce McKnight             |
| Paul Calderon      | Thomas Richie              |
| Jerry Weintraub    | Sonny Capps                |
| Margo Martindale   | Nina Huff                  |
| Paul Sorvino       | Tommie Morolto             |
| Joe Viterelli      | Joey Morolto               |